# Nakajima Tetsuzō

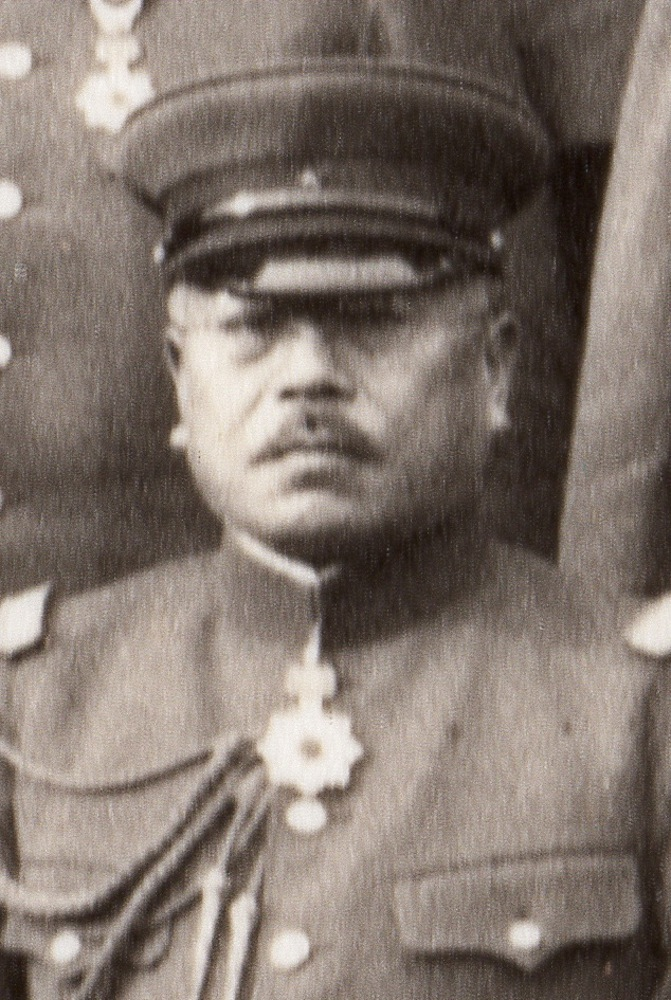
Nakajima Tetsuzō (1937)

Nakajima Tetsuzō (japanisch 中島 鉄蔵; * 12. Oktober 1886 in Yonezawa, Präfektur Yamagata; † 25. Juli 1949 in Jakarta, Niederländisch-Ostindien) war ein japanischer Offizier, der als Generalleutnant von 1938 bis 1939 stellvertretender Chef des Generalstabes war.

## Leben
Nakajima Tetsuzō begann nach dem Schulbesuch als Offiziersanwärter eine Ausbildung an der Heeresoffizierschule (Rikugun Shikan Gakkō) und wurde nach deren Abschluss 1905 in die Kaiserlich Japanische Armee (Dai-Nippon Teikoku Rikugun) übernommen. In der Folgezeit fand er verschiedene Verwendungen als Offizier und war zudem 1918 Absolvent der Heereshochschule (Rikugun Daigakkō). Er war zwischen dem 10. Dezember 1926 und dem 1. August 1930 selbst Instrukteur an der Heereshochschule und nach seiner Beförderung zum Oberst vom 1. August 1930 bis zum 1. August 1931 Chef der Sektion der für Militärgeschichte und Karten zuständigen 4. Abteilung des Generalstabes. Nachdem er zwischen dem 1. August 1931 und dem 18. März 1933 Kommandeur des 77. Infanterieregiments war, fungierte er vom 18. März bis zum 1. August 1933 als Instrukteur an der Heeresinfanterieschule (Rikugun hoheigakkō).
Während er zwischen dem 1. August 1933 und dem 1. März 1937 Adjutant von Kaiser Hirohito war, wurde er am 15. März 1935 zum Generalmajor befördert. Im Anschluss war er vom 1. März 1937 bis zum 10. Dezember 1938 Leiter der Abteilung Allgemeine Angelegenheiten des Generalstabes sowie zugleich in Personalunion zwischen dem 15. November 1937 und dem 10. Dezember 1938 Leiter der 4. Abteilung des Generalstabes. Während dieser Verwendung erfolgte am 1. März 1938 seine Beförderung zum Generalleutnant, woraufhin er am 10. Dezember 1938 als Nachfolger von Generalleutnant Tada Hayao stellvertretender Chef des Generalstabes wurde. Er verblieb auf diesem militärischen Spitzenposten bis zum 2. Oktober 1939 und wurde daraufhin von Generalleutnant Sawada Shigeru abgelöst.
Nachdem Nakajima anschließend am 2. Oktober 1939 dem Generalstab zugeteilt wurde, schied er am 1. Dezember 1939 aus dem aktiven Militärdienst und trat in den Ruhestand. Während des Zweiten Weltkrieges war er vom 3. Juli 1942 bis zum 9. September 1945, eine Woche nach der Kapitulation Japans, Gouverneur von Ostsumatra. Er wurde daraufhin wegen Kriegsverbrechen festgenommen und verstarb am 25. Juli 1949 in einem Gefängnis in Jakarta.

## Hintergrundliteratur
- Meirion Harries: Soldiers of the Sun: The Rise and Fall of the Imperial Japanese Army, Random House, 1994, ISBN 0-679-75303-6.
- Robert B. Edgerton: Warriors of the Rising Sun: A History of the Japanese Military, Westview Press, 1999, ISBN 0-8133-3600-7.

## Weblink
- Nakajima, Tetsuzō. Generals from Japan (generals.dk) (englisch).